# Il viaggio (film 2016)
Il viaggio (The Journey) è un film del 2016 diretto da Nick Hamm.

## Trama
Due uomini chiusi in una Mercedes sotto la pioggia scozzese. Hanno poche ore per ultimare un gesto destinato a cambiare la Storia: mettere fine alla guerra civile che da decenni ha insanguinato l'Irlanda del Nord. Nonostante le resistenze politiche e una manifesta avversione reciproca, il reverendo Ian Paisley leader del Partito Unionista Democratico e Martin McGuinnes del Sinn Féin trovano in quella giornata del 2006 un accordo di pace, sofferto ma tuttora duraturo. Si odiano. L'uno provoca e l'altro risponde con grugniti. Troppo sangue sparso nell'Ulster da decenni, impossibile dimenticare, accettare e perdonare. Temono forse di tradire le proprie fazioni politiche, o semplicemente il proprio orgoglio.